# 赤湾站 (深圳地铁)
赤湾站為深圳地鐵2号綫與5号綫的一個轉乘站兼終點站，位於中華人民共和國廣東省深圳市南山區疏港路西側，赤灣山和小南山之間的赤灣片區，赤灣六路和港航路北側的倉儲地塊內，設置在垂直於港航路北側的規劃路地下，車站主體呈東南至西北向佈置。5号綫車站位於2号綫車站西側，與2號綫車站設有三條短通道連接，其中一條為付費區通道。
本站現時和黃貝嶺站一樣，為5号綫（西南端）的終點站，但由於5号綫兩端均規劃延長，未來本站及黃貝嶺站將只為5号綫的中途站，而本站也是2号线的终点站，但未来规划中不会在本站延长线路，因此本站成為2號線永久終點站。

## 歷史
本站是2号线一期的車站，最初規劃沒有打算興建，但由於在蛇口港站連接蛇口西車輛段接軌方式比較困難，一期工程在實際修建時中提前建設赤灣站作終點站，並從赤灣站與蛇口西車輛段接軌，軌道呈U形。車站在2010年12月28日啟用。
隨著2015年4月6日動工的5号綫南延綫於2019年9月28日落成，本站目前作為2号线和5号线兩線的換乘站兼終點站。
5号线未來將規劃继续向南伸延至蛇口郵輪中心一帶，可与12号线太子湾站换乘。

## 車站結構
赤湾站是一個地下兩層11米雙島式月台車站，其中2號綫月台總建築面積為14900平方米。赤湾站的結構共分兩層，其中兩個島式月台設於下層，而上層則為車站大堂。車站設有四條軌道。2號線月台西端設有兩條交叉渡線連接蛇口西車輛段，供2號線列車站後折返或返回車輛段，同樣在東端設有交叉渡線進行站前折返。5號線月台西南設有交叉渡線，供5號線列車進行站前折返，正線南端盡頭亦有預留繼續未來5號線往南延段延伸條件。2號線和5號線北端軌道中間則設有聯絡線。

### 樓層
| 地面                           | -    | 出入口 |
| 地下一层                       | 站厅 | 站厅、售票机 |
| 地下二层                       | 月台 | \| \| \| 2號線落客月台 · 连接渡线至蛇口西车辆段 \| \| 島式 · 開左邊车门 \| \| \| \| \| \| 8號線往小梅沙（蛇口港） \| \| \| \| 5號線往黄贝岭（荔湾） \| \| 島式 · ↑開左邊车门 ↓開右邊车门 \| \| \| \| \| \| 5號線往黄贝岭（荔湾） \| |
|                                |      | 2號線落客月台 · 连接渡线至蛇口西车辆段 |
| 島式 · 開左邊车门              |      | |
|                                |      | 8號線往小梅沙（蛇口港） |
|                                |      | 5號線往黄贝岭（荔湾） |
| 島式 · ↑開左邊车门 ↓開右邊车门 |      | |
|                                |      | 5號線往黄贝岭（荔湾） |

### 出入口
本站有四個出入口。
| 编号                  | 照片 | 建议前往目的地                                                                       |
| --------------------- | ---- | ------------------------------------------------------------------------------------ |
| 出口 · B · 升降机标志 |      | 左炮台路北側、赤灣六路北側（東)、港航路北側（東)、港機大樓、龍瑞佳園、山海津、山海韻 |
| 出口 · C              |      | 興海大道西側（南)、羅湖保安公司地鐵安檢大隊、順生物流蛇口倉庫、港航路、赤湾村        |
| 出口 · D              |      | 蛇口西站、興海大道西側（北）                                                         |
| 出口 · E              |      | 赤灣六路北側（西)、赤灣學校、山語海苑                                                |
| 註： 設有             |      |                                                                                      |

## 轉乘
2號綫月台和5號綫月台平排，如需轉乘，需先乘升降機、扶手梯或使用樓梯到車站大堂，經大堂中央的轉乘短通道前往另一綫的大堂，再乘升降機、扶手梯或使用樓梯到月台。

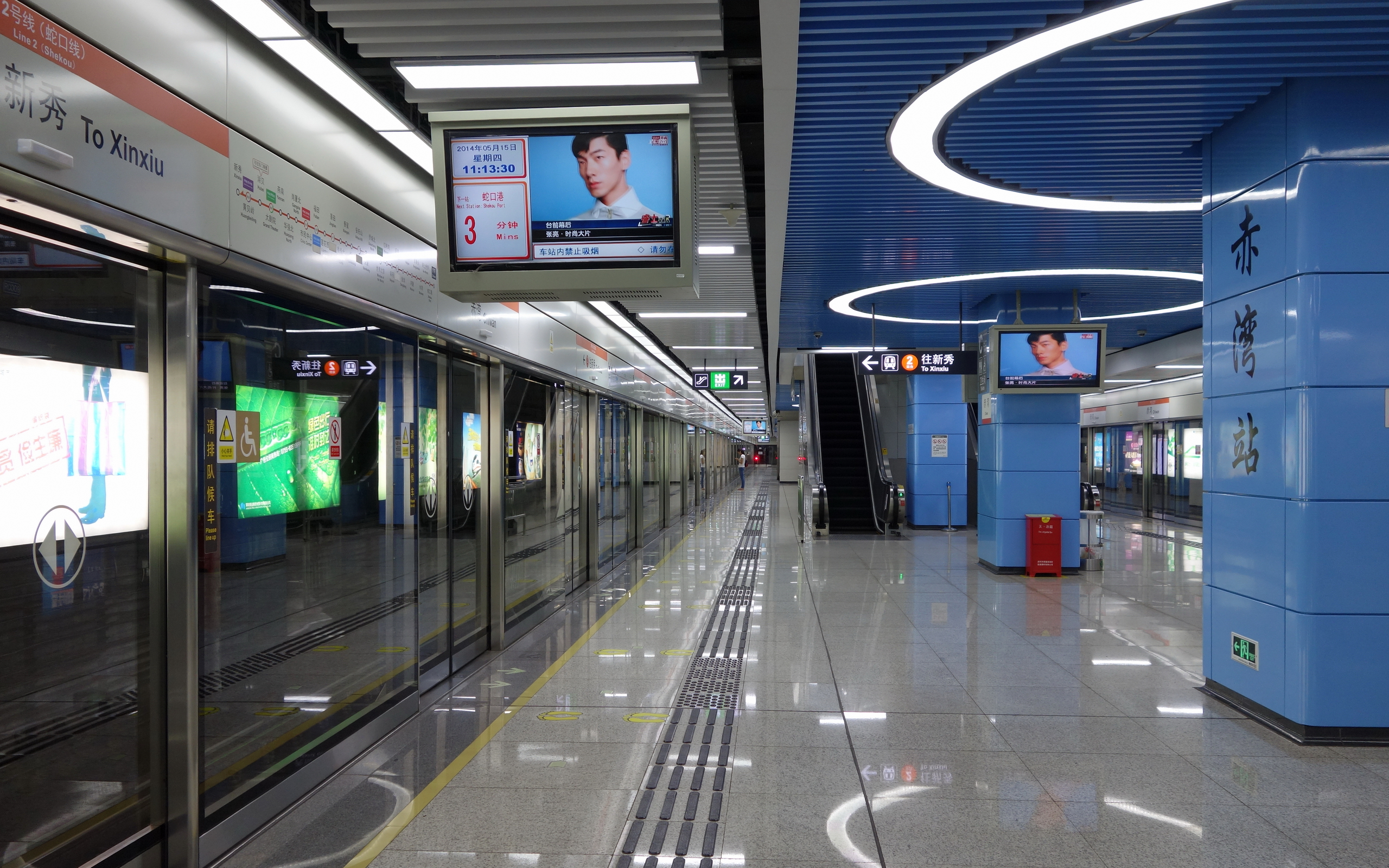
赤湾站岛式站台
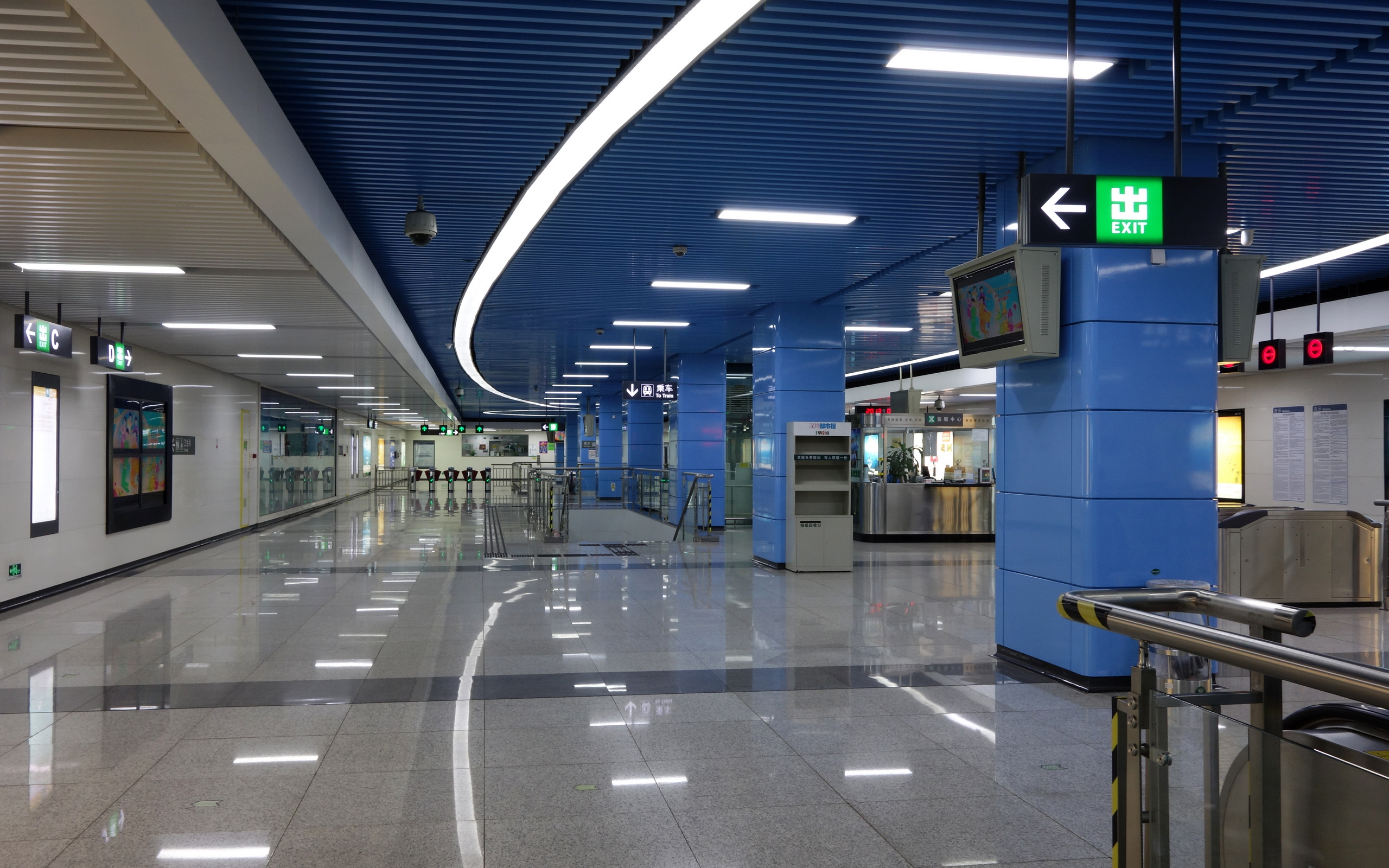
赤湾站站厅